# Maschener Kreuz
Maschener Kreuz är en motorvägskorsning söder om Hamburg. I korsningen möts motorvägarna A1, A7 och A250. Korsningen består av två delar. Den ena delen består av vägarna A7 och A250, där kan trafiken bara köra ifall den är södergående. Trafiken på A250 kan också bara köra norrut. Den andra delen består av A1 och A250, vilken är en korsning av fyrklövermodellen. Korsningen är en del av en större trafikplats tillsammans med Horster Dreieck strålar ut trafik i fem riktningar.